# Gran Premi Internacional de ciclisme de Torres Vedras - Trofeu Joaquim Agostinho
El Gran Premi Internacional de ciclisme de Torres Vedras - Trofeu Joaquim Agostinho (en portuguès Grande Prémio Internacional de ciclismo de Torres Vedras - Trofeu Joaquim Agostinho), també conegut com a Trofeu Joaquim Agostinho, és una competició ciclista per etapes que es disputa anualment per les carreteres del voltant de Torres Vedras, Portugal.
La cursa es creà el 1978 amb el nom de Gran Premi de Ciclisme de Torres Vedras. Entre 1983 i 1984 s'anomenà Gran Premi Internacional de ciclisme de Torres Vedras i en record al gran ciclista portuguès Joaquim Agostinho, mort el 1984, la cursa prengué l'actual nom el 1985.
Des del 2005 forma part de l'UCI Europa Tour amb una categoria 2.1.

## Palmarès
| Ay   | Vecedor               | Segon                  | Tercer                |
| ---- | --------------------- | ---------------------- | --------------------- |
| 1978 | Carlos Santos         | Firmino Bernardino     | Elias Campos          |
| 1979 | Firmino Bernardino    | Carlos Santos          | Elias Campos          |
| 1980 | Alexandre Ruas        | Firmino Bernardino     | Rui Azevedo           |
| 1981 | Venceslau Fernandes   | Adelino Teixeira       | Fernando Fernandes    |
| 1982 | José Xabier           | Eduardo Correia        | Carlos Ferreira       |
| 1983 | Hardy Gröger          | Frank Herzog           | Jacinto Paulinho      |
| 1984 | Fernando Fernandes    | Patrice Thevenard      | Alberto Leal          |
| 1985 | José Maria Barcala    | Antonio Fernandes      | Fernando Carvalho     |
| 1986 | Piotr Ugriúmov        | Ivan Romanov           | Marco Chagas          |
| 1987 | Americo Silva Neves   | Joao Santos Leitao     | Evgueni Antonovitch   |
| 1988 | Jacinto Coelho        | Oleg Logvine           | Evgueni Antonovitch   |
| 1989 | Rui Duro Aldeano      | Arsenio González       | Delmino Pereira       |
| 1990 | Joaquim Gomes         | Alberto Leanizbarrutia | Arsenio González      |
| 1991 | Viktor Klimov         | Joaquim Gomes          | Juan Carlos Arribas   |
| 1992 | João Silvao           | Manuel Correis         | Petr Petrov           |
| 1993 | Joaquim Sampaio       | Delmino Pereira        | Quintino Fernandes    |
| 1994 | Joaquim Gomes         | Orlando Rodrigues      | Juan Rodrigo Arenas   |
| 1995 | Orlando Rodrigues     | Cássio Freitas         | Joaquim Sampaio       |
| 1996 | Joaquim Sampaio       | Manuel Abreu Campos    | Fabian Jeker          |
| 1997 | Delmino Pereira       | Joaquim Gomes          | Richard Chassot       |
| 1998 | José Azevedo          | Vítor Gamito           | Frederic Vifian       |
| 1999 | Juan Carlos Guillamón | José Azevedo           | Michele Laddomada     |
| 2000 | Youri Sourkov         | David Bernabéu         | Davide Tonucci        |
| 2001 | Adrián Palomares      | Antonio Pérez          | Steffen Weigold       |
| 2002 | David Bernabéu        | Vladímir Karpets       | Pedro Arreitunandia   |
| 2003 | Fabian Jeker          | Lander Ziarrusta       | Alejandro Valverde    |
| 2004 | David Bernabéu        | Nelson Vitorino        | Daniel Andonov Petrov |
| 2005 | Gerardo Fernández     | Vitor Rodrigues        | Daniel Andonov Petrov |
| 2006 | Daniel Andonov Petrov | Bruno Pires            | David Blanco          |
| 2007 | Xavier Tondo          | Eladio Jiménez         | Héctor Guerra         |
| 2008 | Tiago Machado         | Jesus Buendía          | David Bernabéu        |
| 2009 | Héctor Guerra         | Tiago Machado          | João Cabreira         |
| 2010 | Cândido Barbosa       | David Blanco           | Santi Pérez           |
| 2011 | Ricardo Mestre        | Sérgio Ribeiro         | Alejandro Marque      |
| 2012 | Ricardo Mestre        | Iker Camaño            | José Gonçalves        |
| 2013 | Eduard Prades         | Edgar Pinto            | Henrique Casimiro     |
| 2014 | Delio Fernández       | Víctor de la Parte     | Edgar Pinto           |
| 2015 | João Benta            | Delio Fernández        | Alberto Gallego       |
| 2016 | Rinaldo Nocentini     | Hernâni Broco          | Raúl Alarcón          |
| 2017 | Amaro Antunes         | Rinaldo Nocentini      | Frederico Figueiredo  |
| 2018 | José Fernandes        | Henrique Casimiro      | Joni Brandão          |
| 2019 | Henrique Casimiro     | José Fernandes         | Sérgio Paulinho       |
| 2020 | Frederico Figueiredo  | Luís Gomes             | Luís Mendonça         |
| 2021 | Frederico Figueiredo  | José Neves             | Jokin Murguialday     |
| 2022 | Frederico Figueiredo  | Joan Bou               | Tiago Antunes         |
| 2023 | Mauricio Moreira      | Artiom Nitx            | Frederico Figueiredo  |
| 2024 | Orluis Aular          | Afonso Eulálio         | Artem Nych            |
| 2025 | Alexis Guérin         | Sebastian Berwick      | Jesús David Peña      |